# Albany Devils
Albany Devils var ett amerikanskt ishockeylag från Albany, New York och spelade i AHL mellan 2010 och 2017.
2017 flyttade laget till Binghamton och bytte namn till Binghamton Devils.
Klubben var farmarlag till New Jersey Devils i NHL och samarbetade också med Trenton Devils i ECHL.